# Karl Müller (Politiker, 1896)
Karl Müller (* 18. Juli 1896 in Dömitz; † 5. Oktober 1966 in Bremerhaven) war ein deutscher Landwirt und Politiker (DP).

## Leben
Nach dem Besuch des Gymnasiums in Hannover absolvierte Müller eine Lehre in der Landwirtschaft. Er nahm ab 1915 als Soldat am Ersten Weltkrieg teil, wurde an der Westfront eingesetzt und im Oktober 1918 schwer verwundet. Bei Kriegsende geriet er in britische Gefangenschaft, aus der er 1919 entlassen wurde. Ein Jahr später nahm er ein Studium der Landwirtschaft an der Universität Göttingen auf, das er 1922 mit dem Staatsexamen und der Prüfung als Diplom-Landwirt abschloss. Von 1923 bis 1928 war er Leiter der landwirtschaftlichen Beratungsstelle der Superphosphat-Industrie in Magdeburg. 1929 kaufte er ein Gut in Wehdel, das er als selbständiger Landwirt bewirtschaftete. Neben seiner Tätigkeit als Landwirt wirkte er bis 1945 als landwirtschaftlicher Fachberater bei der Chemischen Fabrik Kalk in Köln.
Am 21. Juni 1937 beantragte er die Aufnahme in die NSDAP und wurde rückwirkend zum 1. Mai desselben Jahres aufgenommen (Mitgliedsnummer 5.313.791).
Nach dem Zweiten Weltkrieg hatte Müller den Vorsitz bei verschiedenen landwirtschaftlichen Organisationen inne. Außerdem war er Vorsitzender des Ausschusses für Wirtschaftsberatung im Bundesministerium für Ernährung, Landwirtschaft und Forsten.
Müller trat in die Deutsche Partei (DP) ein. Bei der Bundestagswahl 1953 wurde er als gemeinsamer Kandidat eines Wahlbündnisses aus CDU, FDP und DP im Wahlkreis Cuxhaven – Hadeln – Wesermünde aufgestellt. Er wurde direkt gewählt und war bis 1957 Mitglied des Deutschen Bundestages, ab dem 14. März 1957 als Abgeordneter der DP/FVP-Fraktion. Im Parlament war er Mitglied des Ausschusses für Ernährung, Landwirtschaft und Forsten.